# Gozo
Gozo (malt. Għawdex [ˈaˤːw.dɛʃ]) – druga co do wielkości wyspa archipelagu Wysp Maltańskich, położona 2,5 km na północny zachód od wyspy Malty.

## Geografia
- Powierzchnia wyspy – 67,078 km²[1]
- Maksymalna długość wyspy – 14,48 km
- Maksymalna szerokość wyspy – 7,25 km
- Długość linii brzegowej – 42,65 km
- Najwyższy szczyt: Ta’ Dbieġi – 177[3][4][5] lub 195[6][7] m n.p.m.
- Populacja – 37 342[2]
- Główna miejscowość – Rabat (Victoria)
- Lotnisko – brak, lądowisko śmigłowców – Heliport Xewkija
- Port morski – Mġarr

## Historia
Gozo było prawie zawsze zależne od Malty, nie licząc krótkiego okresu niepodległości za rządów Francuzów pomiędzy 28 października 1798 a 5 września 1800.

## Zabytki
Na wyspie znajduje się wiele obiektów wpisanych na listę National Inventory of the Cultural Property of the Maltese Islands, jak również innych zabytków i atrakcji turystycznych, m.in.:
- Wieża Mġarr ix-Xini[9],
- Bateria Saint Anthony[10],
- Wieża Xlendi[11],
- Wieża Dwejra[12],
- Ġgantija[13].
- Banca Giuratale w Victorii
- Kościół Ta’ Pinu
- Rotunda w Xewkiji
- Bazylika Nawiedzenia Najświętszej Maryi Panny

## Podział administracyjny

Flaga Gozo

| Siedziba rady lokalnej | Powierzchnia | Populacja (2014) | Gęstość zaludnienia |
| ---------------------- | ------------ | ---------------- | ------------------- |
| Fontana                | 0,5 km²      | 985              | 1 970 os./km²       |
| Għajnsielem            | 4,4 km²      | 3 200            | 727 os./km²         |
| Għarb                  | 4,6 km²      | 1 539            | 335 os./km²         |
| Għasri                 | 5,0 km²      | 525              | 105 os./km²         |
| Kerċem                 | 5,5 km²      | 1 938            | 352 os./km²         |
| Munxar                 | 2,8 km²      | 1 454            | 519 os./km²         |
| Nadur                  | 7,2 km²      | 4 509            | 626 os./km²         |
| Qala                   | 5,9 km²      | 2 284            | 387 os./km²         |
| San Lawrenz            | 3,6 km²      | 748              | 207 os./km²         |
| Sannat                 | 3,8 km²      | 2 117            | 557 os./km²         |
| Rabat (Victoria)       | 2,9 km²      | 6 901            | 2 380 os./km²       |
| Xagħra                 | 7,6 km²      | 4 886            | 643 os./km²         |
| Xewkija                | 4,5 km²      | 3 300            | 733 os./km²         |
| Żebbuġ (Gozo)          | 7,6 km²      | 2 956            | 389 os./km²         |
| Razem                  | 67,1 km²     | 37 342           | 557 os./km²         |